# 阿勒皮
阿勒布热（羅馬化：Alappuzha，發音：[aːlɐpːuɻɐ] ⓘ），前称阿勒皮（英語：Alleppey），是印度喀拉拉邦的一座城市。